# Compton Dando
Compton Dando – wieś w Anglii, w hrabstwie ceremonialnym Somerset, w dystrykcie (unitary authority) Bath and North East Somerset. Leży 10 km na południowy wschód od miasta Bristol i 166 km na zachód od Londynu. W 2001 miejscowość liczyła 613 mieszkańców.